# 革命共产党 (巴西)
革命共产党（葡萄牙語：Partido Comunista Revolucionário，缩写为PCR）是巴西的一个未注册的共产主义政党。该党成立于1966年5月，分裂自巴西的共产党；1981年，该党并入十月八日革命运动；1995年，该党重建。它是霍查主义国际组织马列主义政党和组织国际会议 (团结和斗争)的成员。由于该党没有注册，原先通过社会主义和自由党参加选举；2019年，该党成员组建的外围组织人民团结成为注册政党，遂转而以其名义参加选举。